# Condado de Krosno (voivodia da Subcarpácia)
Nota linguística: Não confundir hrabstwo (condado) com powiat (divisão administrativa)..
Krosno (em polonês: powiat krośnieński) é um powiat (condado) da Polônia, na voivodia da Subcarpácia. A sede é a cidade de Krosno. Estende-se por uma área de 923,79 km², com 109 397 habitantes, segundo o censo de 2005, com uma densidade de 118,42 hab/km².

## Divisões admistrativas
O condado possui:
Comunas rurais-urbanas: Dukla, Iwonicz-Zdrój, Jedlicze, Rymanów
Comunas rurais: Chorkówka, Korczyna, Krościenko Wyżne, Miejsce Piastowe, Wojaszówka
Cidades: Dukla, Iwonicz-Zdrój, Jedlicze, Rymanów

## Demografia
População (dados de 30 de Junho de 2005):
|          | Total   | Total | Mulheres | Mulheres | Homens  | Homens |
| -------- | ------- | ----- | -------- | -------- | ------- | ------ |
|          | pessoas | %     | pessoas  | %        | pessoas | %      |
| Total    | 109 397 | 100   | 55 869   | 51,1     | 53 528  | 48,9   |
| Cidades  | 13 246  | 100   | 6923     | 52,3     | 6323    | 47,7   |
| Povoados | 96 151  | 100   | 48 946   | 50,9     | 47 205  | 49,1   |